# EMI
EMI  (tudi EMI Group ali EMI Music) je bilo multinacionalno podjetje s sedežem v Združenem kraljestvu, ki se je ukvarjalo s produkcijo in založništvom glasbe ter proizvodnjo elektronike.
Do ukinitve leta 2012 je bilo znano predvsem kot ena od »velikih štirih« korporacij v glasbeni industriji, ki so skupaj obvladovale večino glasbenega trga. Med glasbeniki, ki so snemali za EMI ali katero od podružnic, so zveneča imena, kot so The Beatles, Pink Floyd, Cliff Richard, Depeche Mode, Iron Maiden, Tina Turner in Kylie Minogue.
Podjetje je v začetku 21. stoletja zašlo v finančne težave, zato ga je leta 2011 prevzela finančna korporacija Citigroup, ki pa je še isto leto objavila namero o prodaji. Približno dve tretjini dejavnosti EMI je prevzel Universal Music Group, največji glasbeni založnik na svetu, preostanek pa je bil na zahtevo evropskega urada za varstvo konkurence prodan drugim podjetjem.